# Angelo De Luca

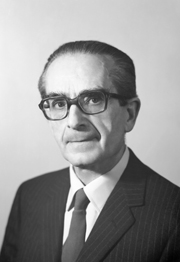
Angelo De Luca (1972)

Angelo De Luca (* 24. November 1904 in Casalincontrada, Provinz Chieti; † 7. November 1975 in Chieti) war ein italienischer Politiker der Christdemokratischen Partei DC (Democrazia Cristiana), der zwischen 1953 und seinem Tode 1975 Mitglied des Senats (Senato della Repubblica) war. 1968 war zeitweise Minister für Post und Telekommunikation.

## Leben

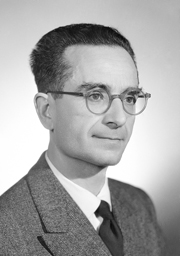
Angelo De Luca (1953)

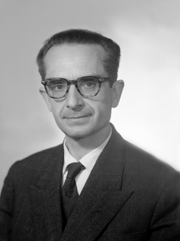
Angelo De Luca (1958)

Angelo De Luca war nach einem Studium als Ingenieur tätig sowie als Präsident der Handels-, Industrie- und Landwirtschaftskammer von Chieti sowie als Generalberater der Banco di Napoli. Er wurde bei den Wahlen vom 7. Juni 1953 für die Christdemokratischen Partei DC (Democrazia Cristiana) für die Region Abruzzen erstmals zum Mitglied des Senats (Senato della Repubblica) gewählt. In der zweiten Legislaturperiode (1953 bis 1958) war er zwischen dem 21. Juli 1953 und dem 22. Februar 1956 sowie erneut vom 29. November 1956 bis zum 11. Juni 1958 Mitglied der Ständigen Kommission für Verteidigung (4ª Commissione permanente (Difesa)) sowie ferner zwischen dem 21. Juli 1953 und dem 11. Juni 1958 Mitglied der Ständigen Kommission für Finanzen und Schatz (5ª Commissione permanente (Finanze e tesoro)). Des Weiteren fungierte er zwischen dem 15. Februar 1956 und dem 11. Juli 1957 erst als Sekretär sowie anschließend vom 12. Juli 1957 bis zum 11. Juni 1958 als Vizepräsident der Sonderkommission zur Prüfung des Gesetzentwurfs Nr. 1296 mit Bestimmungen für die Stadt Rom (Commissione speciale per l’esame del disegno di legge n. 1296 recante provvedimenti per la città di Roma).
Bei den Wahlen am 25. Mai 1958 wurde er in der Region Abruzzen abermals zum Mitglied des Senats gewählt. In der dritten Legislaturperiode (1958 bis 1963) war er zwischen dem 9. Juli 1958 und dem 15. Mai 1963 abermals Mitglied der Ständigen Kommission für Finanzen und Schatz sowie zugleich vom 24. Juli 1958 bis zum 18. Februar 1959 Sekretär des Beirates für Süditalien (Giunta consultiva per il Mezzogiorno). Ferner war er zwischen dem 30. Juli 1958 und dem 17. Januar 1959 Mitglied der Beratungskommission für den Verkauf von staatlichen Wohnungen (Commissione consultiva cessione alloggi dello Stato). Am 19. Februar 1959 übernahm er im Kabinett Segni II sein erstes Regierungsamt als Unterstaatssekretär im Haushaltsministerium (Sottosegretario di Stato per il bilancio) und hatte dieses Amt zwischen dem 2. April und dem 25. Juli 1960 auch im Kabinett Tambroni inne. Zum Ende der Legislaturperiode war er zudem vom 16. Mai bis zum 23. Dezember 1961 Mitglied der Parlamentarischen Untersuchungskommission zum Bau des Flughafens Fiumicino (Commissione parlamentare d’inchiesta sulla costruzione dell’aeroporto di Fiumicino), der am 20. August 1960 eröffnet wurde, sowie zwischen dem 12. Dezember 1961 und dem 12. Juni 1962 Berater für den Fünfjahresplan für die landwirtschaftliche Entwicklung (Consultiva piano quinquennale sviluppo agricoltura).
De Luca wurde bei den Wahlen am 28. April 1963 wieder zum Senator gewählt und war in der darauf folgenden vierten Legislaturperiode (1963 bis 1968) vom 3. Juli 1963 bis zum 4. Juni 1968 weiter Mitglied der Ständigen Kommission für Finanzen und Schatz sowie zwischen dem 16. Juli 1963 und dem 4. Juni 1968 ebenfalls Mitglied des Beirates für Süditalien. Zugleich war er vom 3. Oktober 1963 bis zum 4. Juni 1968 Parlamentarisches Mitglied der Kommission zur Aufsicht über Einlagen- und Darlehensfonds (Commissione per la vigilanza sulla cassa depositi e prestiti) sowie zwischen dem 24. Juni 1964 und dem 15. Juli 1965 Mitglied der Commissione parlamentare d’inchiesta sul disastro del Vajont, der Kommission zur Untersuchung der sogenannten „Katastrophe von Longarone“ an der Vajont-Staumauer. Das Aufstauen des Stausees Vajont führte am 9. Oktober 1963 zu einem Bergrutsch vom Monte Toc in den See. Dieser verursachte eine große Flutwelle, die sich über die Mauerkrone in das enge Tal ergoss und das Städtchen Longarone, die Ortschaften Faé, Villanova, Erto sowie fünf weitere vollständig zerstörte. Bei der Katastrophe starben etwa 2000 Menschen. Darüber hinaus fungierte er zwischen dem 8. August 1964 und dem 4. Juni 1968 als Sekretär der DC-Fraktion in der Abgeordnetenkammer.
Bei den Wahlen am 19. und 20. Mai 1968 wurde Angelo De Luca für die Region Abruzzen erneut zum Mitglied des Senats gewählt und fungierte im Kabinett Leone II vom 24. Juni bis zum 11. Dezember 1968 als Minister für Post und Telekommunikation (Ministro delle poste e delle telecomunicazioni). In der fünften Legislaturperiode (1968 bis 1972) war er zudem zwischen dem 5. Juli 1968 und dem 24. Mai 1972 weiterhin Mitglied der Ständigen Kommission für Finanzen und Schatz. Daneben war er vom 6. März 1969 bis zum 24. Mai 1972 Parlamentarisches Mitglied der Kommission zur Überwachung des Ausgabeinstituts und des Banknotenumlaufs (Commissione per la vigilanza sull’istituto di emissione e sulla circolazione dei biglietti di banca).
De Luca wurde bei den Wahlen am 7. Mai 1972 wieder zum Mitglied des Senats gewählt und gehörte diesem bis zu seinem Tode am 7. November 1975 an. Er war vom 4. Juli 1972 bis zum 7. November 1975 erneut Mitglied der Ständigen Kommission für Finanzen und Schatz sowie zwischen dem 27. Juli 1972 und dem 7. November 1975 auch wieder Parlamentarisches Mitglied der Kommission zur Überwachung des Ausgabeinstituts und des Banknotenumlaufs. Des Weiteren war er noch vom 4. August 1972 bis zum 7. November 1975 Mitglied der Parlamentarischen Kommission für Stellungnahmen an die Regierung zur Bauordnung (Commissione parlamentare per il parere al governo sulle norme delegate in materia di edilizia). Nach seinem Tode am 7. November 1975 wurde Pietro De Dominicis als sein Ersatzvertreter am 13. November 1975 Mitglied des Senats.